# Lecudina euphrosynes
Lecudina euphrosynes is een soort in de taxonomische indeling van de Myzozoa, een stam van microscopische parasitaire dieren. Het organisme komt uit het geslacht Lecudina en behoort tot de familie Lecudinidae. Lecudina euphrosynes werd in 1953 ontdekt door Bogolepova.